# Pandemia de COVID-19 no Uzbequistão
Este artigo documenta os impactos da pandemia de coronavírus 2019-2021 no Uzbequistão e pode não incluir todas as principais respostas e medidas contemporâneas.

## Linha do tempo
Em 15 de março de 2020, foi confirmado o primeiro caso de coronavírus no Uzbequistão. O caso é um cidadão uzbeque que voltou da França. O Ministério da Saúde do Uzbequistão tem uma lista de pessoas que entraram em contato com a vítima, com planos de colocá-las em quarentena.
Depois que o caso foi anunciado, o presidente do Cazaquistão, Kassym-Jomart Tokayev, anunciou um estado de emergência em seu país e imediatamente fechou a fronteira com o Uzbequistão.